# Preptos
Preptos é um gênero de mariposa pertencente à família Bombycidae.